# Mont-Saint-Éloi
Pour les articles homonymes, voir Mont et Saint Éloi.
Mont-Saint-Éloi est une commune française située dans le département du Pas-de-Calais en région Hauts-de-France. Ses habitants sont appelés les Mont-Saint-Élogiens. La commune est membre de la communauté urbaine d'Arras.

## Géographie

### Localisation
Localisée dans le sud-est du département du Pas-de-Calais, Mont-Saint-Éloi est une commune traversée par la Scarpe et située, à vol d'oiseau, à 9 km au nord-ouest de la commune d’Arras (aire d'attraction, chef-lieu d'arrondissement et préfecture du Pas-de-Calais).
Le territoire de la commune est limitrophe de ceux de sept communes.
Les communes limitrophes sont  Acq, Carency, Haute-Avesnes, Marœuil, Neuville-Saint-Vaast, Villers-au-Bois et Étrun.
Un quadripoint est formé entre la commune de Mont-Saint-Éloi au nord, Marœuil à l'est, Étrun au sud et Haute-Avesnes à l'ouest.

### Géologie et relief
La superficie de la commune est de 15,85 km2 ; son altitude varie de 67  à   145 m.

### Hydrographie
Le territoire de la commune est situé dans le bassin Artois-Picardie.
La commune est traversée par la rivière Scarpe, cours d'eau naturel non navigable de 26,8 km qui prend sa source dans la commune de Tincques et se jette dans la Scarpe canalisée au niveau de la commune de Saint-Nicolas.

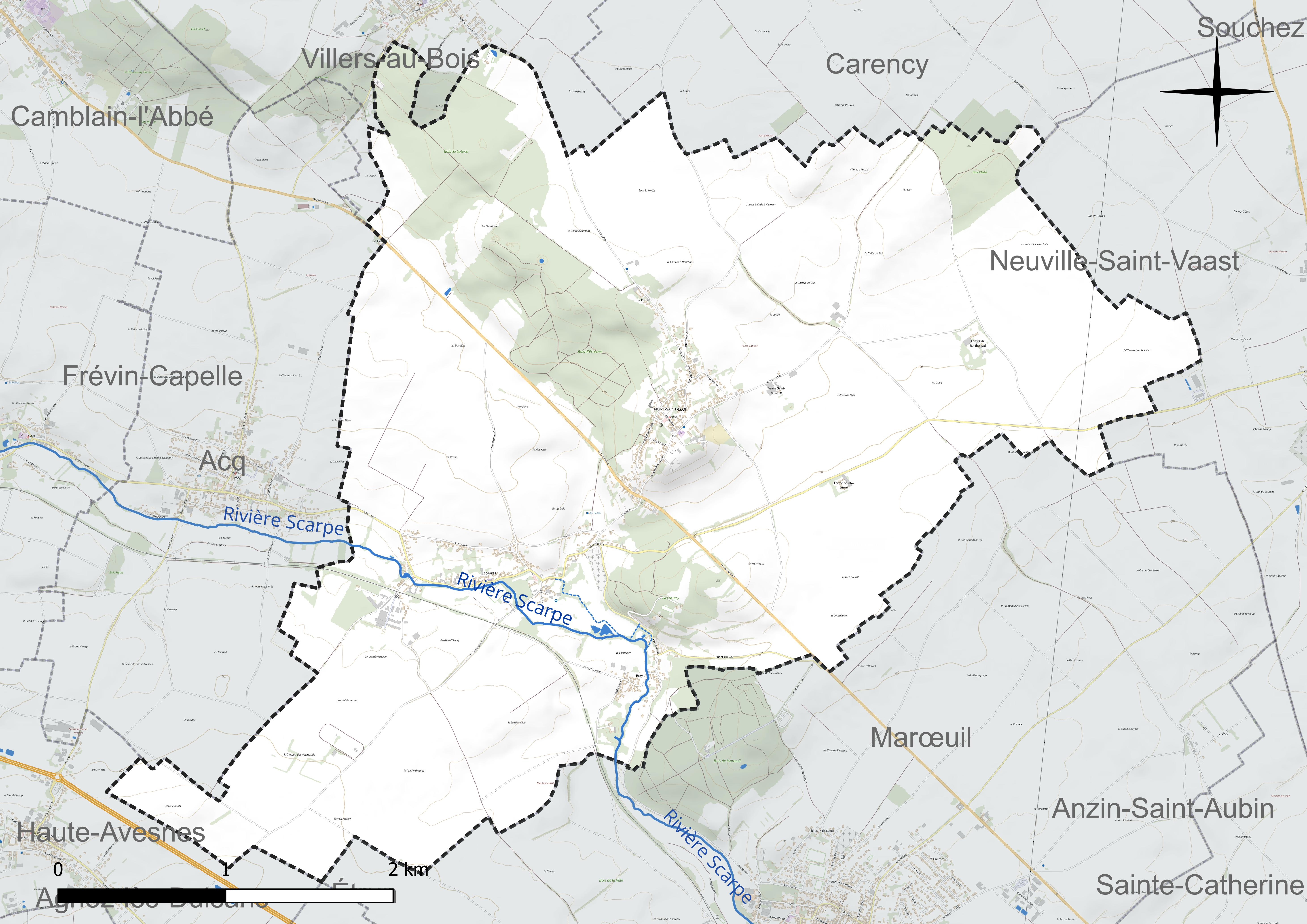
Réseau hydrographique de Mont-Saint-Éloi.

### Climat
Pour des articles plus généraux, voir Climat des Hauts-de-France et Climat du Nord-Pas-de-Calais.
En 2010, le climat de la commune est de type climat océanique dégradé des plaines du Centre et du Nord, selon une étude du CNRS s'appuyant sur une série de données couvrant la période 1971-2000. En 2020, Météo-France publie une typologie des climats de la France métropolitaine dans laquelle la commune est exposée à un climat océanique et est dans la région climatique Nord-est du bassin Parisien, caractérisée par un ensoleillement médiocre, une pluviométrie moyenne régulièrement répartie au cours de l’année et un hiver froid (3 °C).
Pour la période 1971-2000, la température annuelle moyenne est de 10,1 °C, avec une amplitude thermique annuelle de 14 °C. Le cumul annuel moyen de précipitations est de 786 mm, avec 12,4 jours de précipitations en janvier et 9 jours en juillet. Pour la période 1991-2020, la température moyenne annuelle observée sur la station météorologique la plus proche, située sur la commune de Wancourt à 17 km à vol d'oiseau, est de 10,8 °C et le cumul annuel moyen de précipitations est de 711,4 mm,. Pour l'avenir, les paramètres climatiques de la commune estimés pour 2050 selon différents scénarios d'émission de gaz à effet de serre sont consultables sur un site dédié publié par Météo-France en novembre 2022.

### Milieux naturels et biodiversité

#### Espaces protégés et gérés
La protection réglementaire est le mode d’intervention le plus fort pour préserver des espaces naturels remarquables et leur biodiversité associée.
Dans ce cadre, le territoire de la commune fait partie de deux espaces protégés : 
- la mare de la prairie des Halleux d’une superficie de 19,727 ha. Terrain géré (location, convention de gestion) par le Conservatoire d'espaces naturels des Hauts-de-France[12] ;
- le bois de la Loterie d’une superficie de 19,727 ha. Terrain acquis (ou assimilé) et géré par le Conservatoire d'espaces naturels des Hauts-de-France[13].

#### Zones naturelles d'intérêt écologique, faunistique et floristique
L’inventaire des zones naturelles d'intérêt écologique, faunistique et floristique (ZNIEFF) a pour objectif de réaliser une couverture des zones les plus intéressantes sur le plan écologique, essentiellement dans la perspective d’améliorer la connaissance du patrimoine naturel national et de fournir aux différents décideurs un outil d’aide à la prise en compte de l’environnement dans l’aménagement du territoire.
Le territoire communal comprend deux ZNIEFF de type 1 : 
- le coteau boisé de Camblain-l'Abbé et de Mont-Saint-Éloi. Cette ZNIEFF est composée de bois plus ou moins pentus. Dans le bois d’Écoivres, une couche géologique du Landénien continental affleure au sommet, avec un sol constitué de sables fins et de blocs de grès, grès qui a été exploité dans le bois d’Écoivres[14] ;
- la  haute vallée de la Scarpe entre Frévin-Cappelle et Anzin-St-Aubin, le bois de Maroeuil et la vallée du Gy en aval de Gouves. Cette ZNIEFF, d’une superficie de 702 ha et d'une altitude variant de 60  à   115 m, s'inscrit dans une région agricole, dans une plaine dénudée avec deux vallées verdoyantes, celles de la Scarpe et du Gy[15].

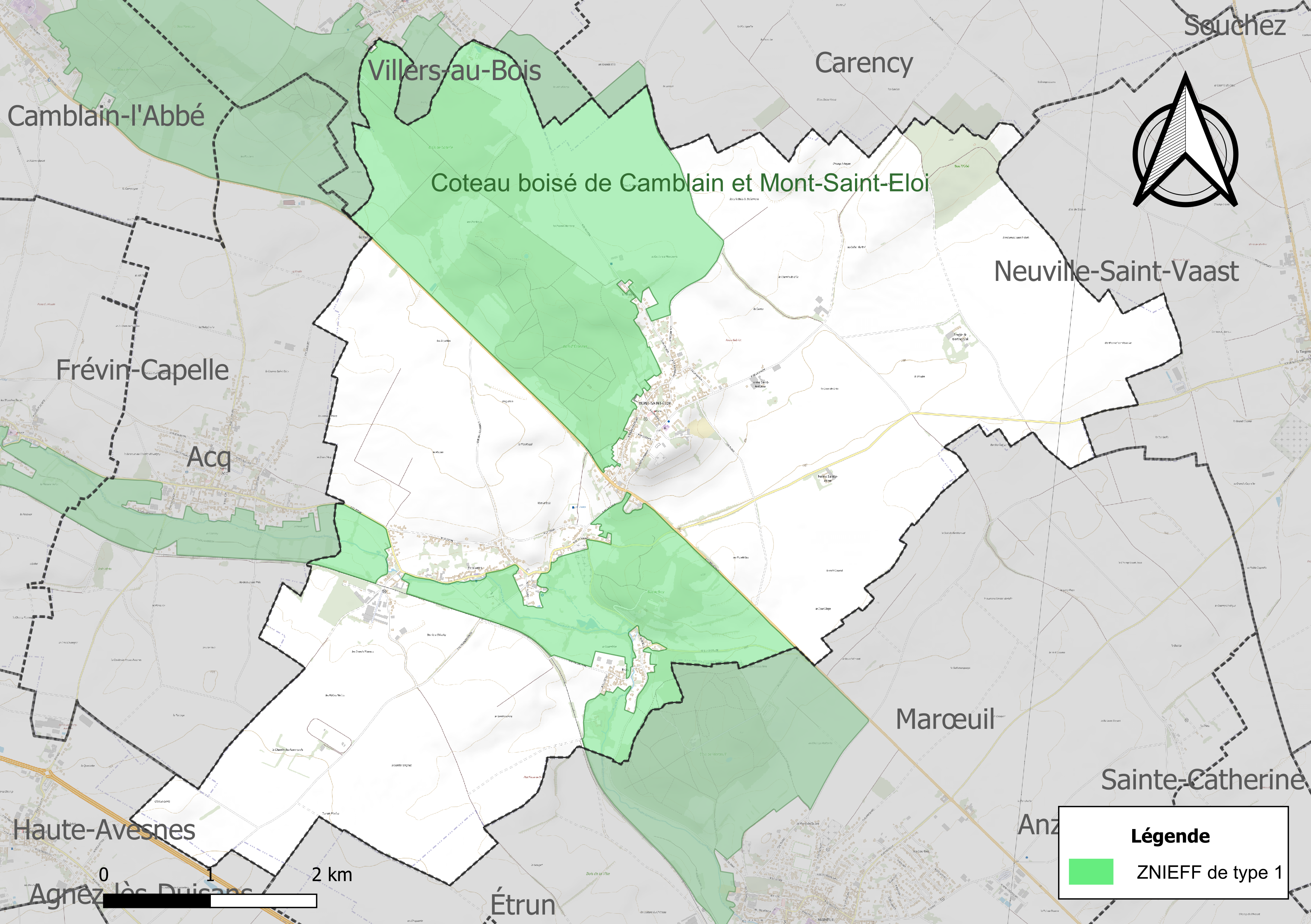
Carte des ZNIEFF sur la commune.

#### Espèces faunistiques et floristiques
L’Inventaire national du patrimoine naturel (INPN) recense plusieurs espèces faunistiques et floristiques sur le territoire de la commune dont certaines sont protégées et d’autres menacées et quasi-menacées.

## Urbanisme

### Typologie
Au 1er janvier 2024, Mont-Saint-Éloi est catégorisée commune rurale à habitat dispersé, selon la nouvelle grille communale de densité à sept niveaux définie par l'Insee en 2022.
Elle est située hors unité urbaine. Par ailleurs la commune fait partie de l'aire d'attraction d'Arras, dont elle est une commune de la couronne,. Cette aire, qui regroupe 163 communes, est catégorisée dans les aires de 50 000 à moins de 200 000 habitants,.

### Occupation des sols
L'occupation des sols de la commune, telle qu'elle ressort de la base de données européenne d’occupation biophysique des sols Corine Land Cover (CLC), est marquée par l'importance des territoires agricoles (82,2 % en 2018), une proportion identique à celle de 1990 (82,2 %). La répartition détaillée en 2018 est la suivante : 
terres arables (72,6 %), forêts (13,2 %), prairies (9,7 %), zones urbanisées (4,6 %). L'évolution de l’occupation des sols de la commune et de ses infrastructures peut être observée sur les différentes représentations cartographiques du territoire : la carte de Cassini (XVIIIe siècle), la carte d'état-major (1820-1866) et les cartes ou photos aériennes de l'IGN pour la période actuelle (1950 à aujourd'hui).

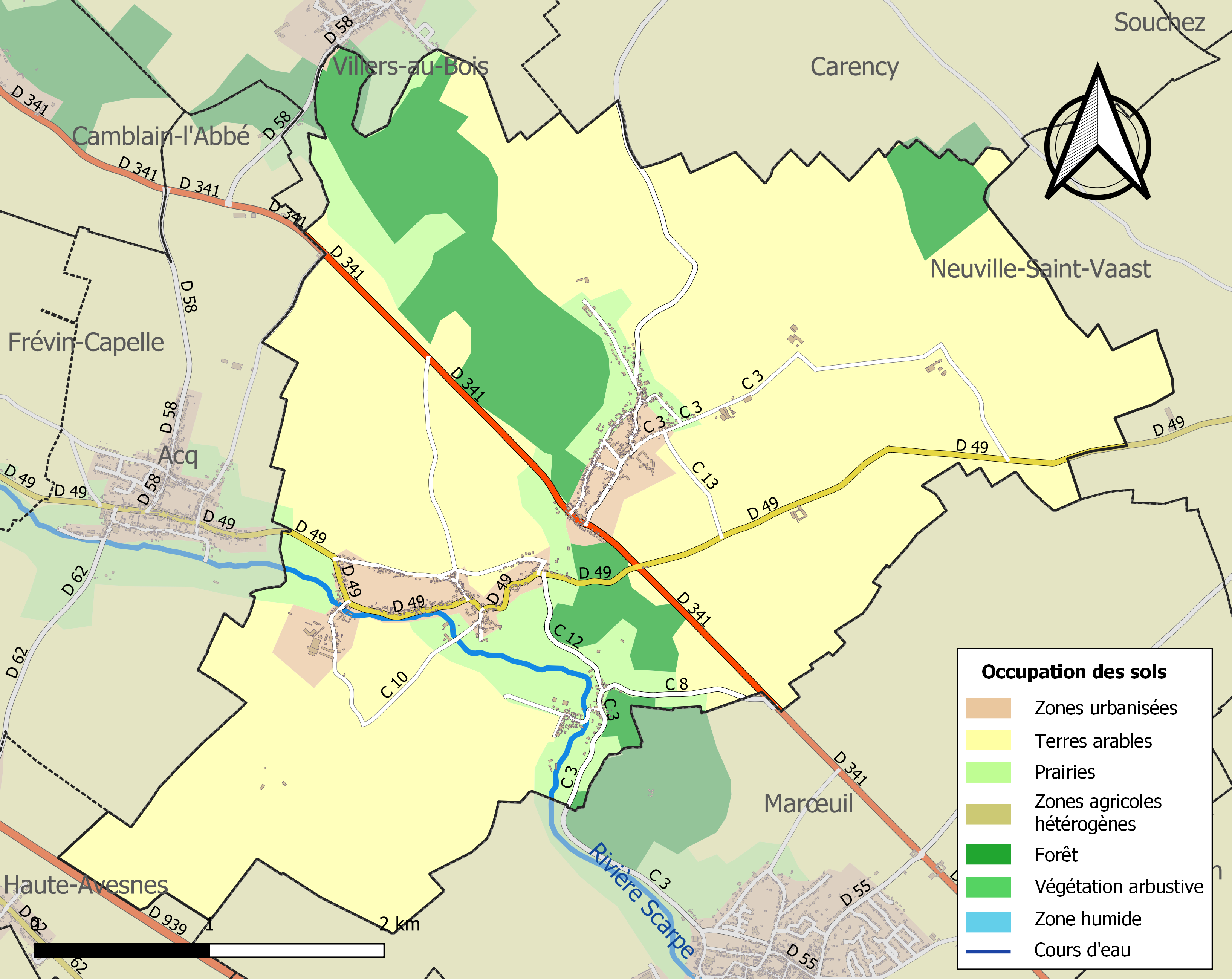
Carte des infrastructures et de l'occupation des sols de la commune en 2018 (CLC).

### Lieux-dits, hameaux et écarts
Trois hameaux composent la commune : Mont-Saint-Éloi, Écoivres (à ne pas confondre avec le village du même nom), Bray.

### Voies de communication et transports
La commune de Mont-Saint-Éloi est desservie par la route départementale D 341 dite chaussée Brunehaut reliant Arras à Thérouanne.
La ligne d'Arras à Saint-Pol-sur-Ternoise traverse la commune. Une halte ferroviaire, située dans le hameau d'Écoivres, a, jusqu'à sa fermeture, permis de desservir la commune.

## Toponymie
Le nom de la localité est attesté sous les formes Mons Sancti Eligii en 1097 ; Mont-Saint-Éloy en 1366 ; Mons Saint-Éloy au XIVe siècle ; Saint Eloy en 1793 ; Mont-Saint-Eloy puis Mont-Saint-Éloi depuis 1801.
Le toponyme est issu du latin mons, montis (« mont ») et l'hagiotoponyme Saint-Éloi fait allusion à Éloi de Noyon.
Durant la Révolution, la commune porte le nom de Mont-la-Liberté en 1793 (loi de brum. an II).
Sint-Elooisberg en flamand.

## Histoire

### Avant la Révolution française
Mont-Saint-Éloi a donné son nom à une famille de nobles, probablement originaires de la commune, qui peuvent être retrouvés au fil du temps avant la Révolution française.
Le village était le siège d'une seigneurie.

#### Famille de Mont-Saint-Éloi
Le 9 février 1584, est prononcée une exemption du droit de nouvel acquêt pour noble homme Antoine de Gennevières, seigneur de Waudricourt (Vaudricourt) et de Courchelette, fils de Charles, seigneur desdits lieux, écuyer, et de Antoinette du Mont-Saint-Éloi. Le dit Charles était fils d'Antoine, écuyer, seigneur desdits lieux, lui-même fils de Nicolas et de Marguerite Laurie, demoiselle dudit lieu et de Courchelette, fille de Robert Laurie, écuyer, et de Jeanne de Gonnère.
Le 4 juillet 1588, est rendue une sentence de noblesse et d'exemption du droit de nouvel acquêt pour Jean du Mont-Saint-Eloy, écuyer, seigneur du Metz-Galant, lieutenant général de la gouvernance d'Arras, et pour ses deux frères Pierre du Mont-Saint-Eloy, seigneur de Vendin-Guérard (Vendin-le Vieil? Vendin-lès-Béthune?), et Philippe du Mont-Saint-Eloy. Elle ordonne en outre l'enregistrement des deux sentences suivantes pour lui servir au besoin à démontrer la noblesse de sa famille : 1°) une sentence d'exemption de droit de nouvel acquêt, comme noble et extrait de noble génération, donnée le 15 avril 1551, par les commissaires, députés à Paris par le roi de France, à son père Pierre du Mont-Saint-Eloy, écuyer, seigneur de Vendin, conseiller de l'empereur en son conseil d'Artois pour sa seigneurie de Holleville, située en France, prévôté de Péronne, 2°) une sentence d'exemption de droit de nouvel acquêt des commissaires du quartier de Lille, le 12 novembre 1587.
Une épidémie de suette ravage la paroisse entre le 12 août et le 2 octobre 1723.

### Depuis la Révolution française
En 1821, la commune absorbe celle voisine d'Écoivres, peuplée de 363 habitants au recensement.

#### Première Guerre mondiale
Pendant la Première Guerre mondiale, des soldats français affectés sur le front de l'Artois ont séjourné sur la commune, par exemple en février 1915. La commune a subi par périodes des bombardements effectués par les Allemands.
La commune est décorée de la croix de guerre 1914-1918 par décret du 23 septembre 1920, distinction également attribuée à 276 autres communes du Pas-de-Calais.

## Politique et administration

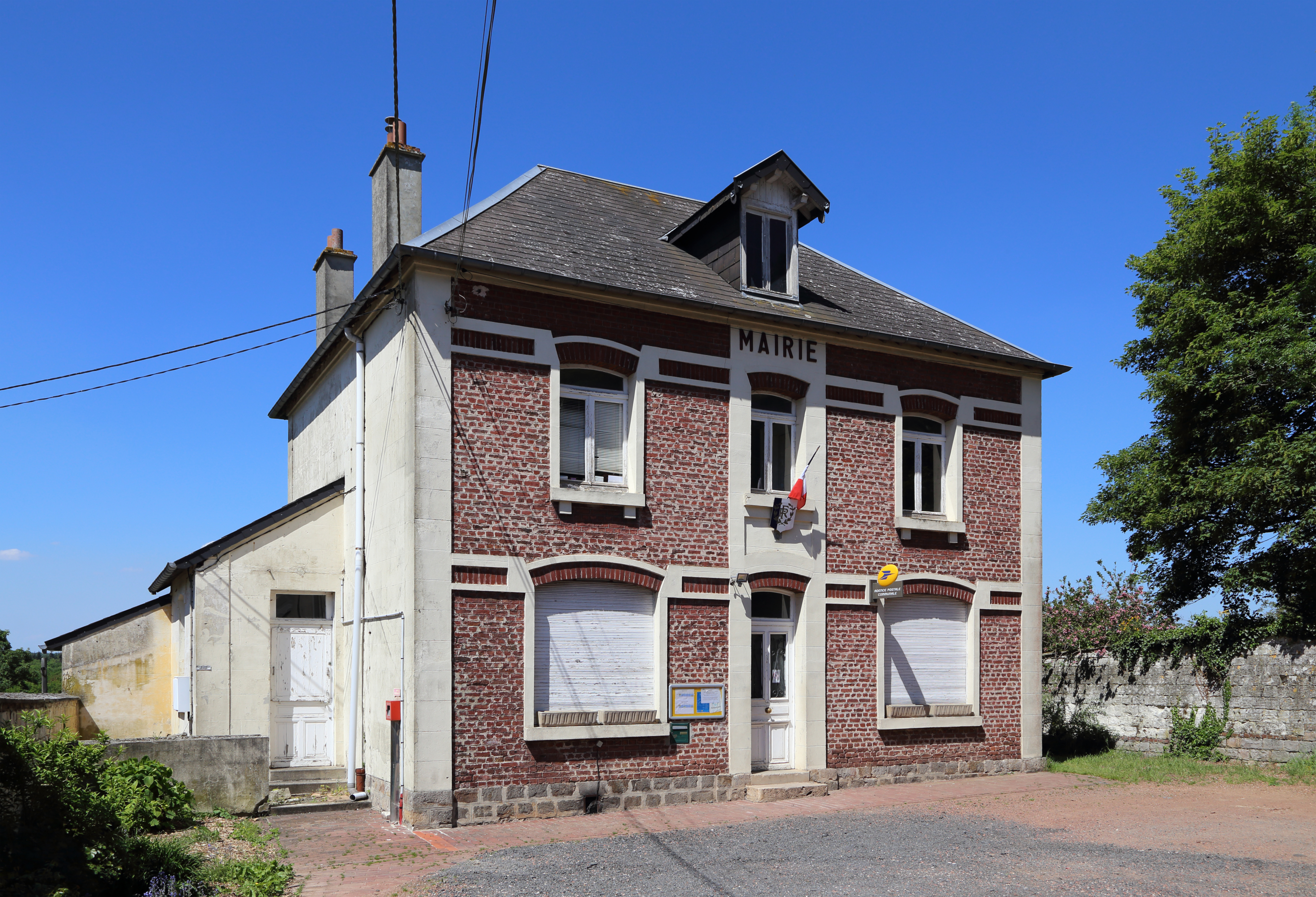
La mairie.

### Découpage territorial
La commune se trouve dans l'arrondissement d'Arras du département du Pas-de-Calais.

#### Commune et intercommunalités
La commune est membre de la communauté urbaine d'Arras qui regroupe 46 communes et compte 109 776 habitants en 2021.

#### Circonscriptions administratives
La commune est rattachée au canton d'Arras-1.

#### Circonscriptions électorales
Pour l'élection des députés, la commune fait partie de la deuxième circonscription du Pas-de-Calais.

### Élections municipales et communautaires

#### Liste des maires
| Période   | Période                    | Identité             | Étiquette | Qualité                                                                                      |
| --------- | -------------------------- | -------------------- | --------- | -------------------------------------------------------------------------------------------- |
| mars 2001 | mars 2008                  | Alain de Saint-Léger |           |                                                                                              |
| mars 2008 | En cours (au 30 mars 2022) | Jean-Pierre Bavière  |           | Huissier de justice retraité Réélu pour le mandat 2014-2020, Réélu pour le mandat 2020-2026, |

### Jumelages
La commune de Mont-Saint-Éloi est jumelée avec la ville de :
- Arendonk (Belgique) Province d'Anvers.

## Équipements et services publics

### Espaces publics
La commune fait partie des villages labellisés Village Patrimoine, qui œuvrent à mettre en avant leurs patrimoines matériels et/ou immatériels (historique, culturel, naturel, architectural, etc.).

## Population et société

### Démographie
Les habitants de la commune sont appelés les Mont-Saint-Élogiens.

#### Évolution démographique
L'évolution du nombre d'habitants est connue à travers les recensements de la population effectués dans la commune depuis 1793. Pour les communes de moins de 10 000 habitants, une enquête de recensement portant sur toute la population est réalisée tous les cinq ans, les populations de référence des années intermédiaires étant quant à elles estimées par interpolation ou extrapolation. Pour la commune, le premier recensement exhaustif entrant dans le cadre du nouveau dispositif a été réalisé en 2004.

En 2022, la commune comptait 1 023 habitants, en évolution de −0,49 % par rapport à 2016 (Pas-de-Calais : −0,72 %, France hors Mayotte : +2,11 %).
| 1793 | 1800 | 1806 | 1821 | 1831  | 1836 | 1841  | 1846  | 1851  |
| ---- | ---- | ---- | ---- | ----- | ---- | ----- | ----- | ----- |
| 625  | 595  | 623  | 603  | 1 000 | 997  | 1 068 | 1 075 | 1 069 |

| 1856  | 1861  | 1866  | 1872  | 1876  | 1881  | 1886  | 1891  | 1896  |
| ----- | ----- | ----- | ----- | ----- | ----- | ----- | ----- | ----- |
| 1 115 | 1 094 | 1 155 | 1 193 | 1 206 | 1 130 | 1 202 | 1 169 | 1 157 |

| 1901  | 1906  | 1911  | 1921  | 1926  | 1931  | 1936 | 1946  | 1954  |
| ----- | ----- | ----- | ----- | ----- | ----- | ---- | ----- | ----- |
| 1 187 | 1 183 | 1 219 | 1 003 | 1 095 | 1 080 | 998  | 1 119 | 1 507 |

| 1962  | 1968  | 1975  | 1982  | 1990 | 1999  | 2004  | 2006  | 2009  |
| ----- | ----- | ----- | ----- | ---- | ----- | ----- | ----- | ----- |
| 1 053 | 1 042 | 1 056 | 1 023 | 982  | 1 018 | 1 031 | 1 008 | 1 012 |

| 2014  | 2019  | 2022  | - | - | - | - | - | - |
| ----- | ----- | ----- | - | - | - | - | - | - |
| 1 025 | 1 014 | 1 023 | - | - | - | - | - | - |

#### Pyramide des âges
En 2018, le taux de personnes d'un âge inférieur à 30 ans s'élève à 32,4 %, soit en dessous de la moyenne départementale (36,7 %). À l'inverse, le taux de personnes d'âge supérieur à 60 ans est de 25,3 % la même année, alors qu'il est de 24,9 % au niveau départemental.
En 2018, la commune comptait 512 hommes pour 507 femmes, soit un taux de 50,25 % d'hommes, légèrement supérieur au taux départemental (48,50 %).
Les pyramides des âges de la commune et du département s'établissent comme suit.
| Hommes | Classe d’âge | Femmes |
| ------ | ------------ | ------ |
| 0,2    | 90 ou +      | 1,4    |
| 5,9    | 75-89 ans    | 5,9    |
| 18,1   | 60-74 ans    | 19,2   |
| 24,2   | 45-59 ans    | 21,2   |
| 19,1   | 30-44 ans    | 20,0   |
| 14,1   | 15-29 ans    | 12,1   |
| 18,5   | 0-14 ans     | 20,2   |

| Hommes | Classe d’âge | Femmes |
| ------ | ------------ | ------ |
| 0,5    | 90 ou +      | 1,6    |
| 5,6    | 75-89 ans    | 8,9    |
| 16,7   | 60-74 ans    | 18,1   |
| 20,2   | 45-59 ans    | 19,2   |
| 18,9   | 30-44 ans    | 18,1   |
| 18,2   | 15-29 ans    | 16,2   |
| 19,9   | 0-14 ans     | 17,9   |

## Culture locale et patrimoine

### Lieux et monuments

#### Patrimoine religieux
- Les vestiges de l'abbaye du Mont-Saint-Éloi, détruite à la Révolution, puis démantelée à la fin du XVIIIe siècle et au XIXe siècle : ses ruines font l'objet d'un classement au titre des monuments historiques par arrêté du 8 juin 1921[44],[45] et font l'objet de recherches archéologiques[46].
- L'église Saint-Martin.
- L'église Saint-Joseph du hameau d'Écoivres, qui possède une flèche à crochets, comme certaines églises de communes voisines : Béthonsart, Savy-Berlette, Mingoval, Hermaville, Habarcq, Servins, Camblain-l'Abbé. Ses vitraux, datant de la fin du XIXe siècle, ont été rénovés en 2014[47].

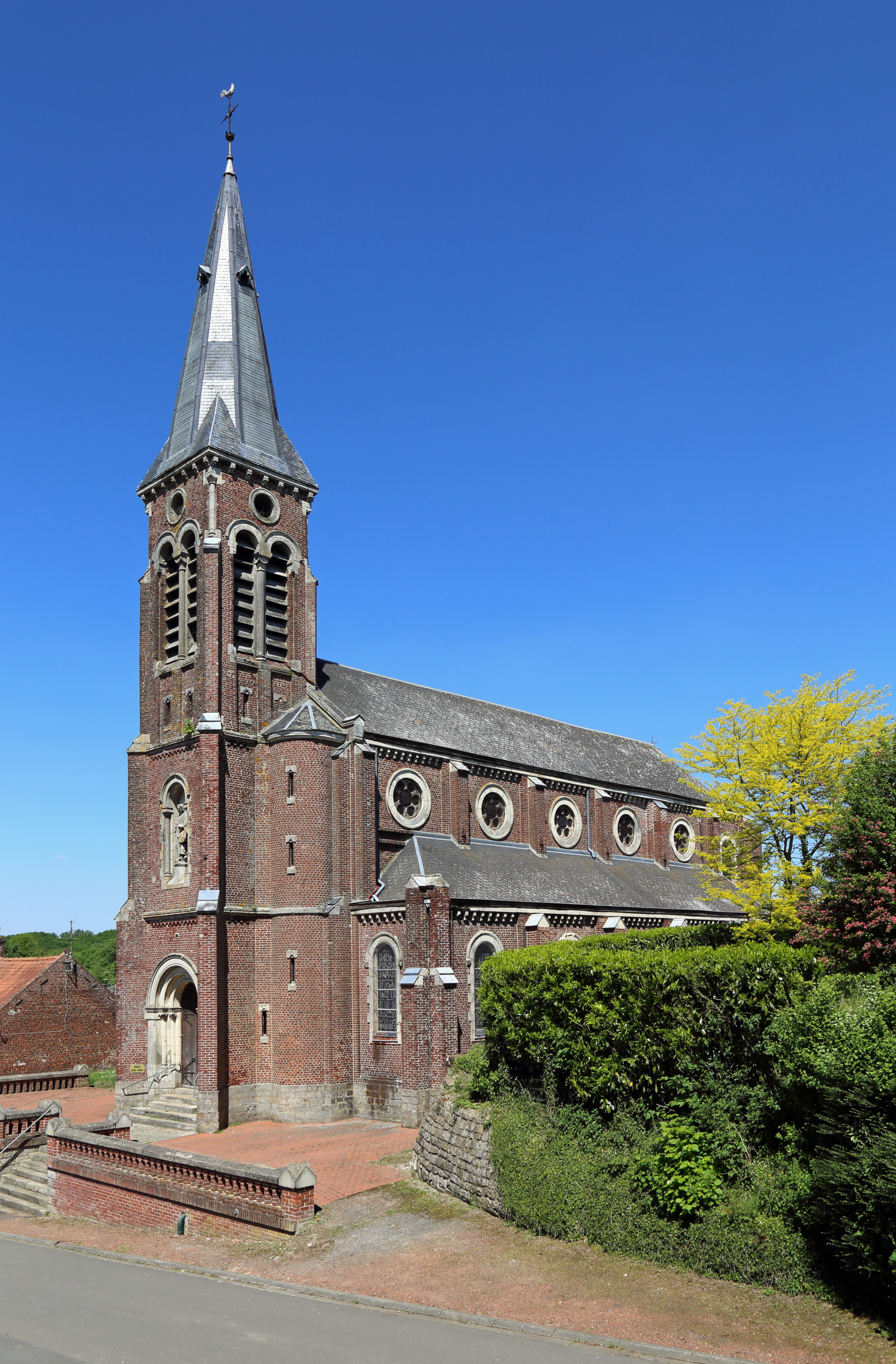
L'église Saint-Martin.
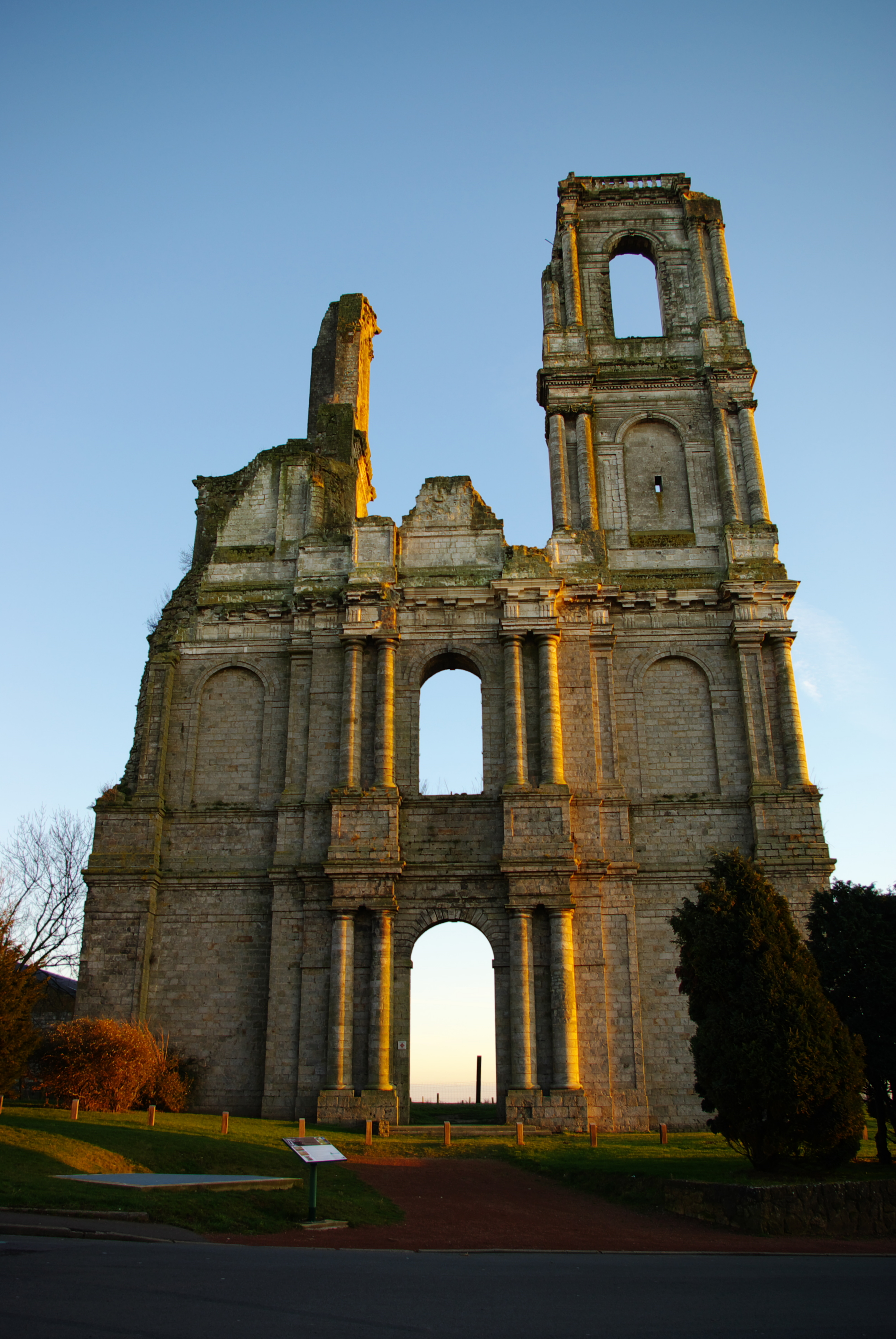
La façade de l'abbaye du Mont-Saint-Éloi.
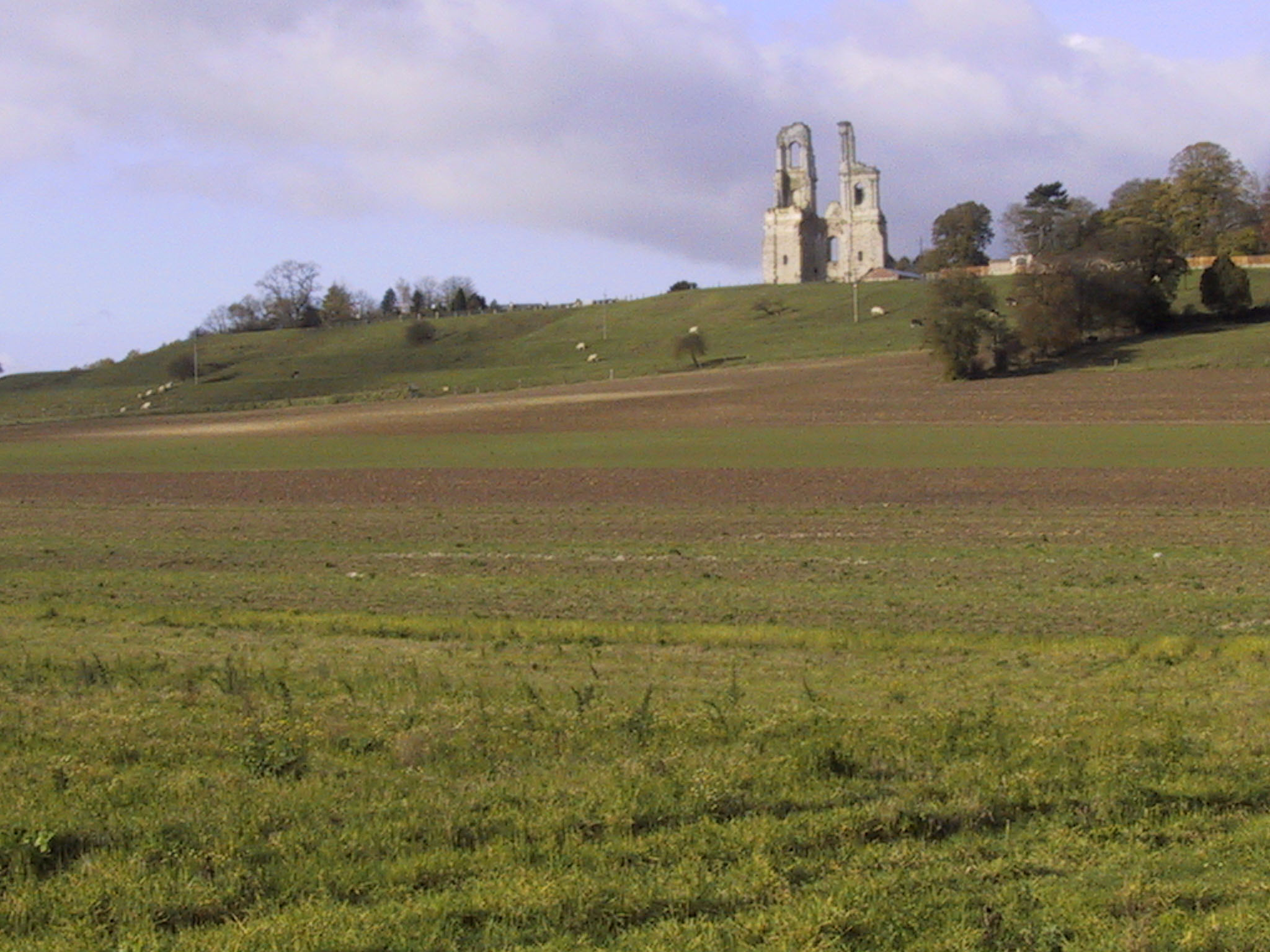
Les ruines de l'abbaye du Mont-Saint-Éloi.
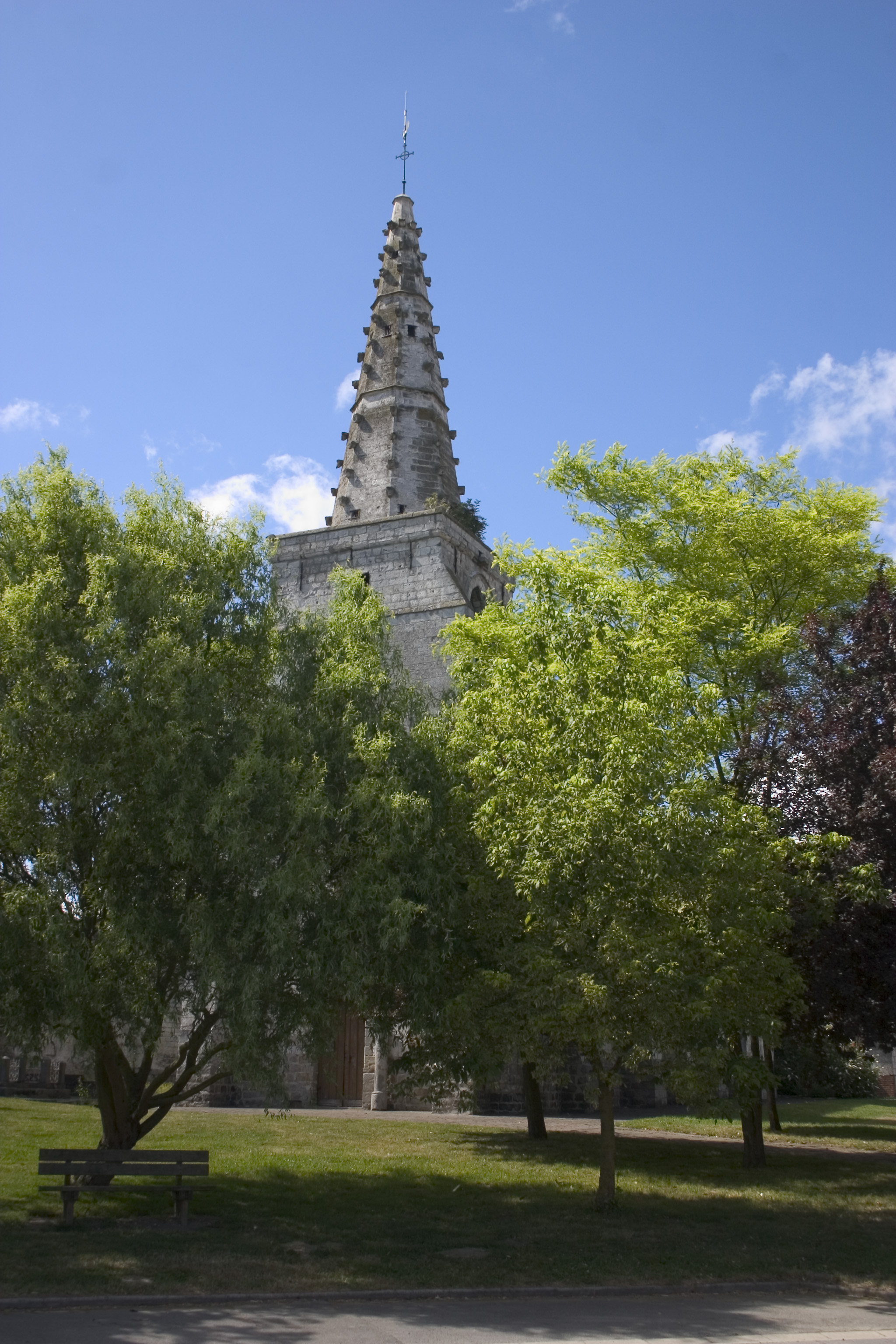
L'église Saint-Joseph.
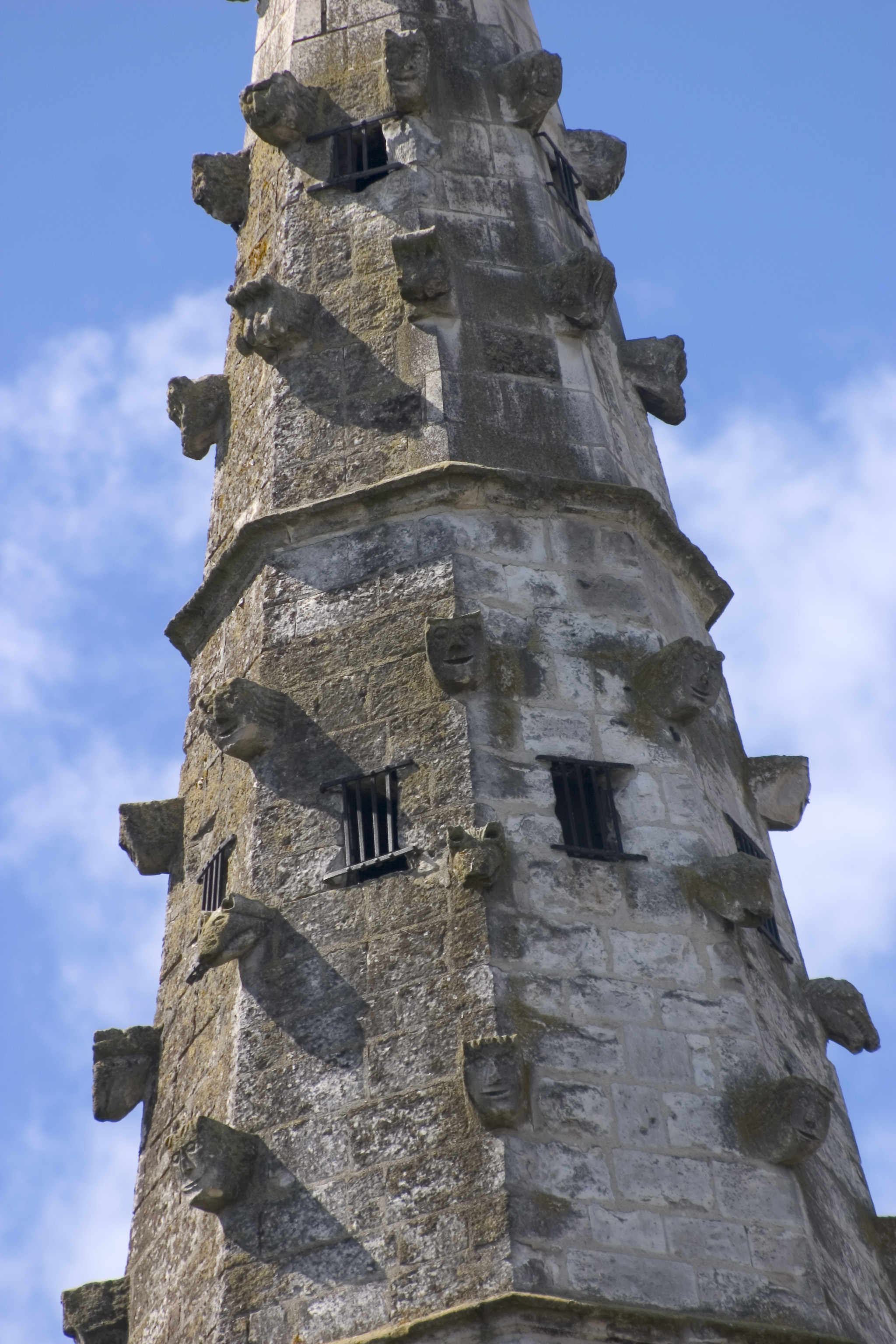
L'église Saint-Joseph, détail de la flèche à crochets
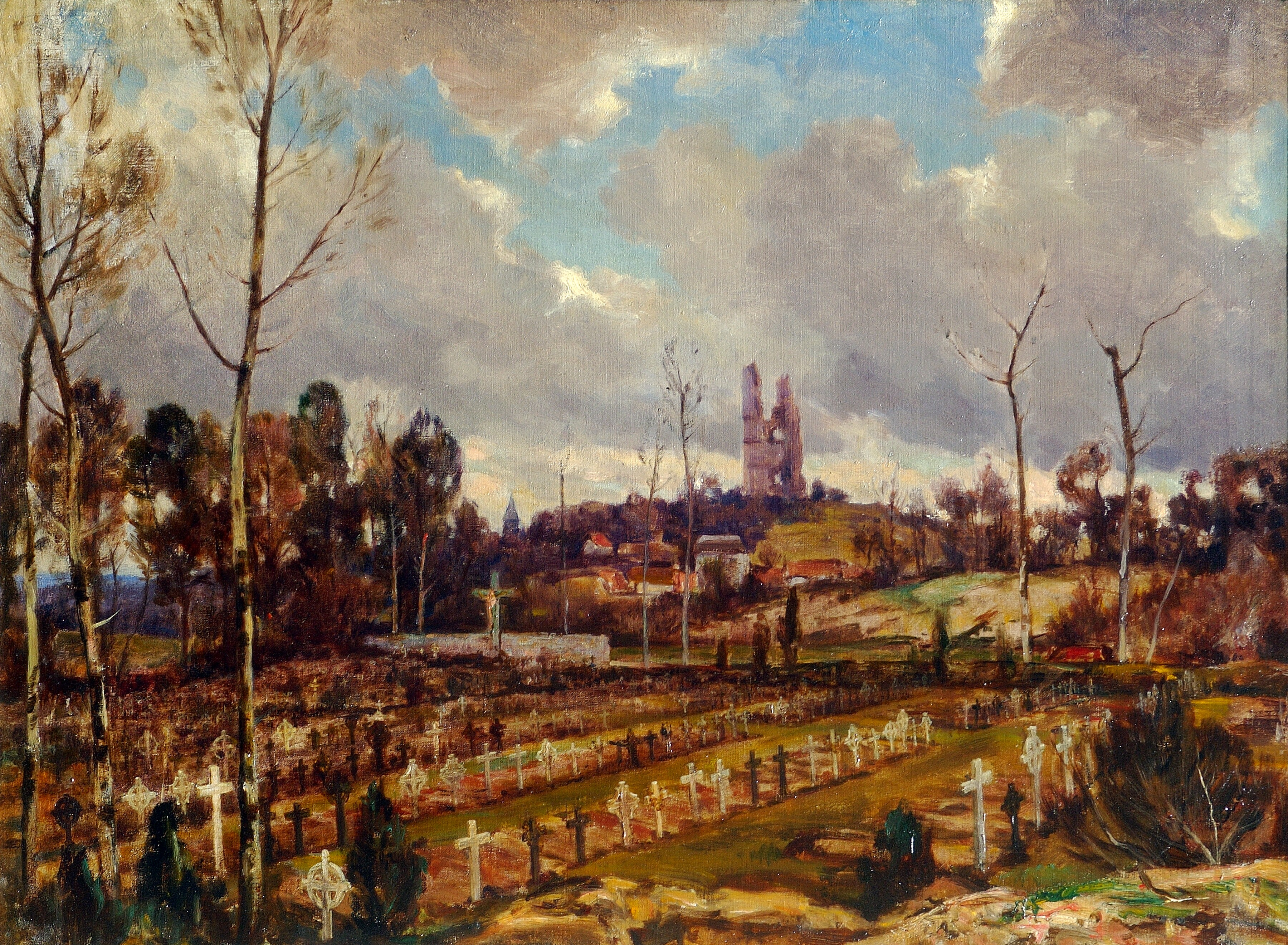
Le cimetière de Mont-Saint-Éloi, par Herbert Hughes-Stanton.

#### Patrimoine civil
- Deux menhirs dits Pierres Jumelles sont situés au hameau d'Écoivres et font l'objet d'un classement au titre des monuments historiques par liste en 1889[48].
- Le monument aux morts[49].
- La stèle en hommage à François Faber, vainqueur du Tour de France 1909, mort pour la France dans la commune[49].

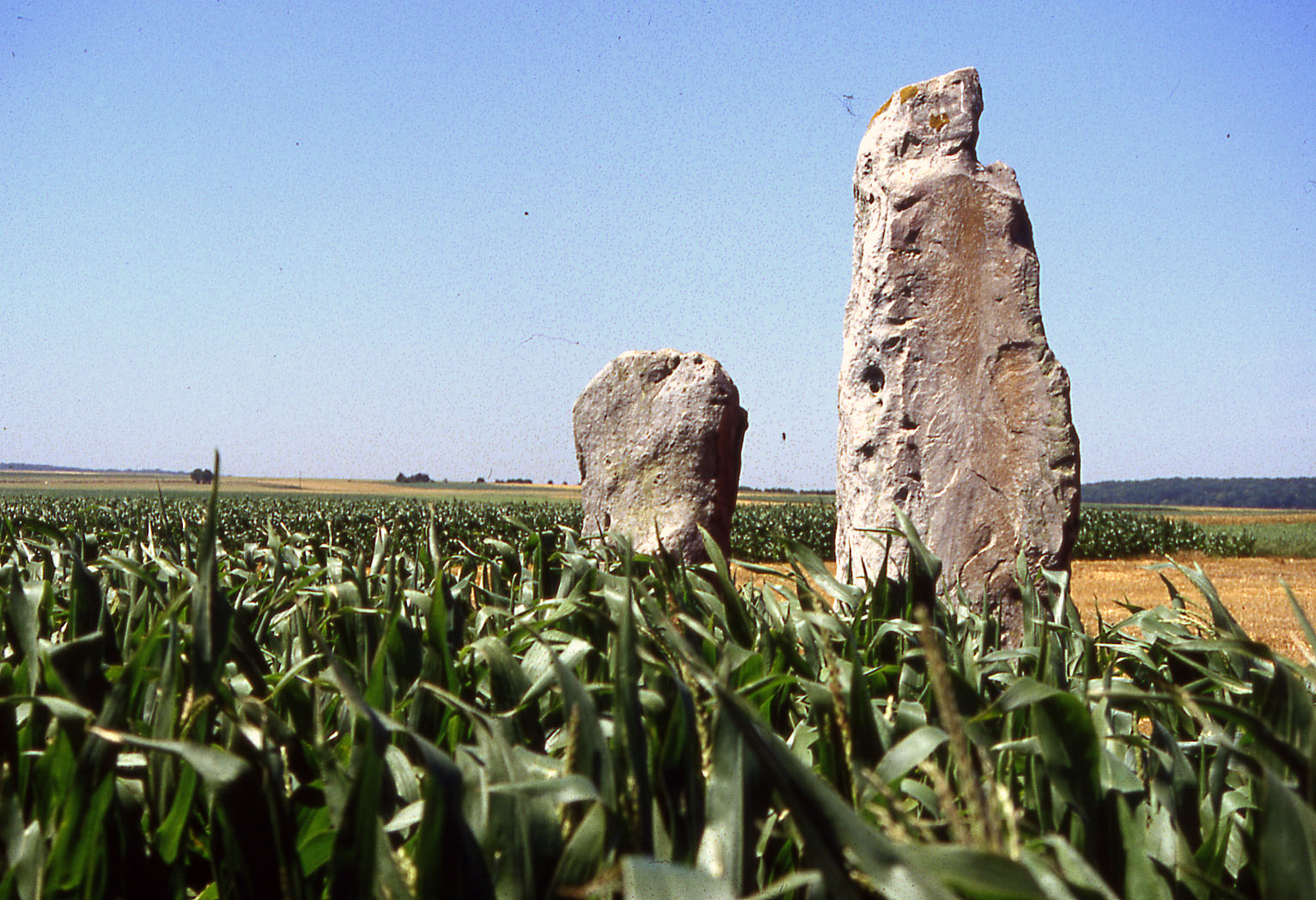
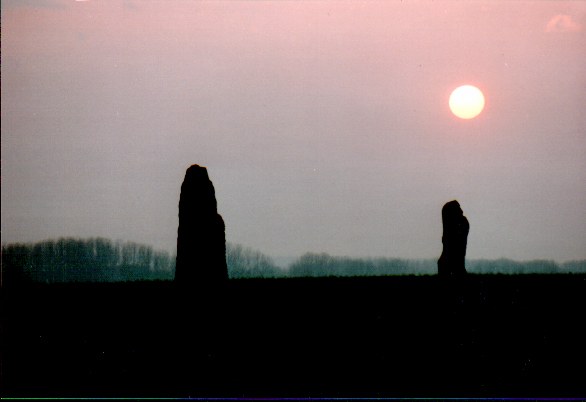

### La commune dans les arts
- La bande dessinée Les Pierres du Nord de Christian Jailloux et Mako, parue en 1989, prend place à Mont-Saint-Éloi, les ruines de l'abbaye étant au cœur de l'enquête policière de l'histoire.
- En 2014, quelques plans tournés dans la commune apparaissent, à partir de la 54e minunte, dans le film de Cédric Anger La prochaine fois je viserai le cœur avec Guillaume Canet et Ana Girardot.

### Personnalités liées à la commune
- François Faber (1887-1915), coureur cycliste, mort dans la commune.
- Pierre Devise (1934-), coureur cycliste, né dans la commune.

### Héraldique
| Blason de Mont-Saint-Éloi | Blason  | D'azur au griffon d'or, armé et lampassé de sable chargé en abîme d'un écusson fascé de gueules et de vair. Ornements extérieursCroix de guerre 1914-1918 |
| Blason de Mont-Saint-Éloi | Détails | Adopté par la municipalité le 11 octobre 1990 |

## Pour approfondir

#### Bases de données, dictionnaires et encyclopédies
- Ressources relatives à la géographie :   - Insee (communes)
  - Ldh/EHESS/Cassini
- Ressource relative à plusieurs domaines :   - Annuaire du service public français
- Ressource relative à la musique :   - MusicBrainz
- Notices d'autorité :   - VIAF
  - BnF (données)
  - LCCN
  - GND
  - Israël
  - WorldCat